# Толстоухов, Анатолий Владимирович
Анатолий Владимирович Толстоухов (2 января 1956, Харцызск, Сталинская область, Украинская ССР, СССР) — государственный служащий I ранга, доктор философских наук (2004), академик АПН Украины (Отделения психологии, возрастной физиологии и дефектологии, ноябрь 2010), член Партии регионов, заместитель председателя Киевской городской организации Партии регионов.
С 25 июля 1997 по 9 декабря 2010 (с перерывами) занимал должность министра Кабинета Министров Украины «(правительственного секретаря).»
В 2011—2013 — советник, специальный уполномоченный Премьер-министра Украины Н. Я. Азарова.

## Биография
Родился 2 января 1956 (Харцызск, Донецкая область) в семье рабочего; русский; жена Светлана Валентиновна — Президент Лиги социальных работников Украины; имеет двух сыновей.

## Образование
Орловский государственный педагогический институт (1978), учитель истории, обществоведения и английского языка; Высшая партийная школа при ЦК КПУ, отделение журналистики (1988); кандидатская диссертация «Философско-мировоззренческие основы оптимального управления экологической ситуацией в Украине» (Киевский национальный университет имени Тараса Шевченко, 1999); докторская диссертация «Создание эко-будущего в контексте глобализации: проблемы управления и перспективы развития» (Киевский национальный университет имени Тараса Шевченко, 2004).

## Карьера
09.1973 — 07.1978 — студент историко-английского факультета Орловского государственного педагогического института.
08.1978 — 05.1979 — воспитатель колонии для несовершеннолетних, город Орел; директор краснянской 8-летней школы Орловской области.
05.1979 — 10.1980 — служба в армии (заместитель командира взвода, секретарь организации ВЛКСМ дивизиона).
11.1980 — 08.1981 — преподаватель истории ПТУ № 48, город Зугрэс Донецкой области.
08.1981 — 03.1983 — директор 8-летней школы-интерната, город Зугрэс.
03.1983 — 02.1986 — лектор, инструктор отдела пропаганды и агитации Харцызского горкома КПУ.
02.-08.1986 — заведующий отделом социальных проблем редакции газеты «Социалистическая Родина», город Харцызск.
09.1986 — 07.1988 — слушатель отделения журналистики Высшей партийной школы при ЦК КПУ.
08.1988 — 08.1990 — заместитель редактора Волновахской райгазеты «Знамя труда».
05.-07.1994 — генеральный директор Информационного агентства «Украинское молодёжное агентство», город Киев.
08.1994 — 09.1995 — заместитель председателя совета Фонда содействия развитию искусств; президент телерадиокомпании «Свитязь»; редактор газеты «Завтра».
09.1995 — 07.1997 — заместитель Министра Кабинета Министров Украины по региональным и общественно-политическим вопросам.
25 июля 1997 — 20 декабря 1999 — Министр Кабинета Министров Украины.
16-27 декабря 1999 — Правительственный секретарь Кабинета Министров Украины.
Февраль 2000 — октябрь 2001 — заместитель председателя по вопросам образования и культуры Киевской горгосадминистрации.
Октябрь 2001 — апрель 2002 — первый заместитель председателя НДП (на постоянной основе).
31 июля 2003 — 29 января 2005, 4 августа 2006 — 18 декабря 2007, 11 марта — 9 декабря 2010 — Министр Кабинета Министров Украины Украины.
2011—2013 — советник, специальный уполномоченный Премьер-министра Украины.
Член КПСС (1982—1991). Был членом оргкомитета по созданию СПУ. В 1993—1996 был заместителем председателя — координатором ТКУ.
Член политисполкома и политсовета Народно-демократической партии (с февраля 1996), заместитель председателя НДП по региональной политике (ноябрь 1998 — декабрь 2000), председатель Киевской городской организации НДП, руководитель центрального штаба НДП на выборах в Верховную Раду Украины (с 1997); первый заместитель председателя НДП (с декабря 2000); внештатный советник Президента Украины (с января 2005).
Народный депутат Украины 12(1)-го созыва с марта 1990 (2-й тур) до апреля 1994, Волновахский избирательном округ № 148, Донецкая область. Секретарь Комиссии по делам молодежи. На время выборов: заместитель редактора Волновахской районной газеты «Знамя труда», член КПСС. 1-й тур: явка избирателей — 88,3 %, «за» 34,7 %. 2-й тур: явка избирателей — 83,3 %, «за» 60,4 %. 3 соперника. (основной — Н. Еременко; 1-й тур — 23,5 %, 2-й тур — 29,3 %).
Март 1994 — кандидат в народные депутаты Украины, Харцызский избирательном округ № 143, Донецкая область, выдвинут трудовым коллективом. 1-й тур — 0,89 %, 12 место из 18 претендентов.
Избран народным депутатом Украины 3-го созыва в марте 1998 от НДП, № 9 в списке. На время выборов — Министр Кабинета Министров Украины, член НДП. Снял кандидатуру.
Народный депутат Украины 4-го созыва с апреля 2002 по июнь 2004 г. от Блока «За единую Украину!», № 14 в списке. На время выборов — первый заместитель председателя НДП, член НДП. Член фракции «Единая Украина» (май — июнь 2002), уполномоченный представитель фракции НДП (июнь 2002 — май 2004), член фракции НДП и ПППУ (с мая 2004). Заместитель председателя Комитета по вопросам экологической политики, природопользования и ликвидации последствий Чернобыльской катастрофы (с июня 2002). Сложил депутатские полномочия 3 июня 2004.
Март 2006 — кандидат в народные депутаты Украины от политической партии Партия экологического спасения «ЭКО+25%», № 11 в списке. На время выборов — временно не работает, беспартийный.
Народный депутат Украины 6-го созыва с ноября 2007 марта 2010 от Партии регионов, № 83 в списке. На время выборов — Министр Кабинета Министров Украины, член Партии регионов. Член фракции Партии регионов (с ноября 2007). Член Комитета по вопросам экологической политики, природопользования и ликвидации последствий Чернобыльской катастрофы (с декабря 2007). Сложил депутатские полномочия 11 марта 2010.
Член Координационного совета по вопросам местного самоуправления (09.1998-12.2000); заместитель председателя Межведомственной комиссии по вопросам местного самоуправления при КМ Украины (07.1998-06.2000); член Экспертного совета предпринимателей (02.1998-10.2000); сопредседатель Совета работы с кадрами при Президенте Украины (07.1995-02.2000); член Комиссии при Президенте Украины по вопросам помилования (12.1999-04.2005); член Совета Всеукраинского объединения демократических сил «Злагода» (с 03.1999); член Национального совета по устойчивому развитию Украины (с 05.2003); член Наблюдательного совета Национального фонда социальной защиты матерей и детей «Украина — детям» (с 01.2004); член Комиссии по вопросам реформирования правоохранительных органов в Украине (с 05.2004). В 2003—2005 рр. занимал должность Министра Кабинета Министров Украины, 4 августа 2006 года вновь назначен на эту должность.
В 1996 г. вместе с другими членами НИИ вошел в состав Народно-демократической партии и оставался в ней до 2006 г. В 2006 году баллотировался в Верховную Раду по спискам блока "Эко+25%" — как председатель общественной организации «Всеукраинская экологическая лига». Этот блок связывали с финансово-промышленной группой "Индустриальный Союз Донбасса". С 2007 года — член Партии регионов.

## Награды и знаки отличия
Заслуженный работник образования Украины (05.2001). Орден «За заслуги» III (08.1997), II степени (2004). Почётная грамота Кабинета Министров Украины (12.1999, 12.2000, 12.2004). Почётная грамота Верховной Рады Украины (2002). Нагрудный знак Государственной службы Украины «За добросовестный труд» (1999). Орден «Святой Князь Владимир» II ст. (08.1999, УПЦ МП).
Командор ордена Великого князя Литовского Гядиминаса (4 ноября 1998 года, Литва).
Почетный президент Фонда содействия развитию искусств Украины.
Государственный служащий 1-го ранга (12.1999).

## Личная
Владеет английским языком.
Увлечения: книги, театр, спорт.